# 12 février 1947
Le mercredi 12 février 1947 est le 43e jour de l'année 1947.

## Naissances
- Henri Cabrol, joueur français de rugby à XV
- Jarnail Singh Bhindranwale (mort le 6 juin 1984), leader penjab sikh
- Jean Barzin, politicien belge
- Lûdmila Ivanovna Saraskina, philologue russe
- Jean-Yves Duval, journaliste français

## Décès
- Auguste Stéphane (né le 9 février 1863), cycliste français
- Stelletsky (né le 1er janvier 1875), artiste russe
- Kurt Lewin (né le 9 septembre 1890), Psychologue américain
- Robert Planque (né le 4 janvier 1880), joueur de curling, de hockey sur glace français
- Sidney Toler (né le 28 avril 1874), acteur américain

## Événements
- Fin de la Conférence de Panglong
- Fondation du journal allemand Junge Welt
- Christian Dior présente avenue Montaigne sa collection surnommée « New Look ».